# Thenea nucula
Thenea nucula är en svampdjursart som beskrevs av Thiele 1898. Thenea nucula ingår i släktet Thenea och familjen Pachastrellidae.
Artens utbredningsområde är havet kring Japan. Inga underarter finns listade i Catalogue of Life.